# Shahada (film)
Shahada è un film del 2010 diretto da Burhan Qurbani con Carlo Ljubek e Jeremias Acheampong.
Presentato alla 60ª Berlinale del 2010, il titolo del film viene dalla parola araba shahada (atto di fede musulmana).